# Vjačeslav Staršinov
Vjačeslav Ivanovič Staršinov (in russo Вячеслав Иванович Старшинов?; Mosca, 6 maggio 1940) è un ex hockeista su ghiaccio sovietico, dal 1991 russo.

## Palmarès

### Olimpiadi invernali
- 2 medaglie[1]:
  - 2 ori (Innsbruck 1964; Grenoble 1968)